# Cayaponia
Cayaponia é um género botânico pertencente à família Cucurbitaceae.

## Espécies

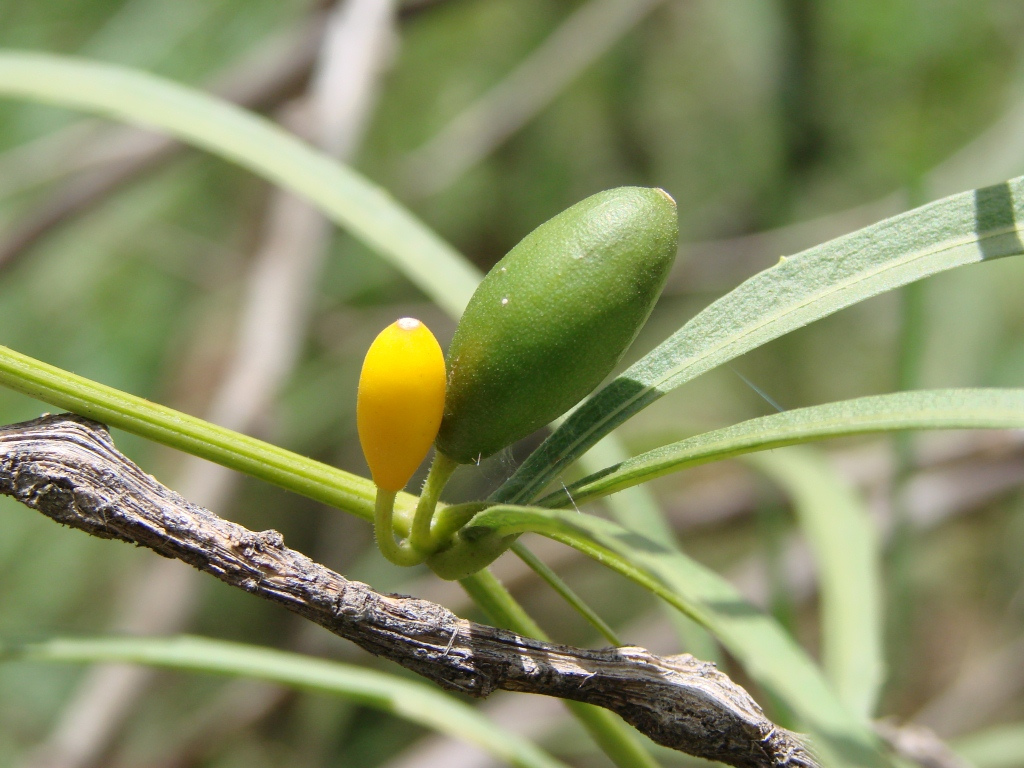
O fruto da planta

| - Cayaponia africana - Cayaponia alarici - Cayaponia alata | - Cayaponia almeideana - Cayaponia amazonica - Cayaponia americana - Cayaponia pilosa |